# Kawanishi, Hyōgo
Kawanishi (japanska: 川西市  ?, Kawanishi-shi) är en stad i Hyōgo prefektur i Japan. Staden fick stadsrättigheter 1954.